# Kościół Najświętszego Serca Pana Jezusa w Lini
Kościół rzymskokatolicki pw. Najświętszego Serca Pana Jezusa w Lini – rzymskokatolicki kościół parafialny (od 1923).
Parafia Linia znajduje się około 35 km na południowy zachód od Wejherowa i około 18 km na południowy wschód od Lęborka w województwie pomorskim. Kościół usytuowany jest w centrum wsi przy ulicy Długiej, ołtarzem zwrócony jest w kierunku północnym. Naprzeciwko kościoła znajduje się Plac kanonika Bazylego Olęckiego, któremu kościół pod wezwaniem Najświętszego Serca Pana Jezusa w Lini zawdzięcza swój obecny wygląd.

## Historia
W maju 1923 r. powstał Komitet Budowy Kościoła w Lini. W listopadzie 1923 r. J. Wesołowski z Kartuz wykonał projekt kościoła. Początkowo kościół miał być ceglany z dachem pokrytym dachówką. Ze względów ekonomicznych odstąpiono od tego projektu. Wybudowana w latach 1924–1926 świątynia zbudowana była z tzw. „pruskiego muru”, posiadała wymiary 15,2 × 30 m Poświęcenie kościoła odbyło się w 1926 r. Wówczas też parafia otrzymała w darze, prawdopodobnie od proboszcza z Sianowa zabytkową monstrancję pochodzącą z 1723 r. W 1933 r. za sprawą ks. Alfonsa Gołuńskiego sufit kościoła został pokryty polichromią przedstawiającą dwunastu apostołów na tle roślinnym. Po objęciu parafii przez ks. Bazylego Olęckiego rozpoczęła się trwająca w latach 1967–1979 przebudowa kościoła, przebiegająca w kilku etapach. W 1967 r. przebudowano ścianę szczytową, jej projekt wykonał Jerzy Światek. Rozebrano wówczas stare fundamenty i zastąpiono je żelbetowymi ławami. W październiku stary chór zastąpiono nowym, również z żelbetu. W 1971 r. wymieniono pozostałe stare fundamenty na żelbetowe. W marcu 1975 r. rozpoczęto przebudowę prezbiterium, pod którym wybudowano podziemia. Prezbiterium zostało powiększone o 6 m w kierunku północnym oraz poszerzone o 5 m. W maju 1977 r. rozpoczęto przebudowę przedsionka z wieżą według projektu Bronisława Rocławskiego z Wejherowa. Wieża w dolnej części zbudowana została z ciosanego kamienia, zaś w górnej z cegły pokrytej tynkiem.

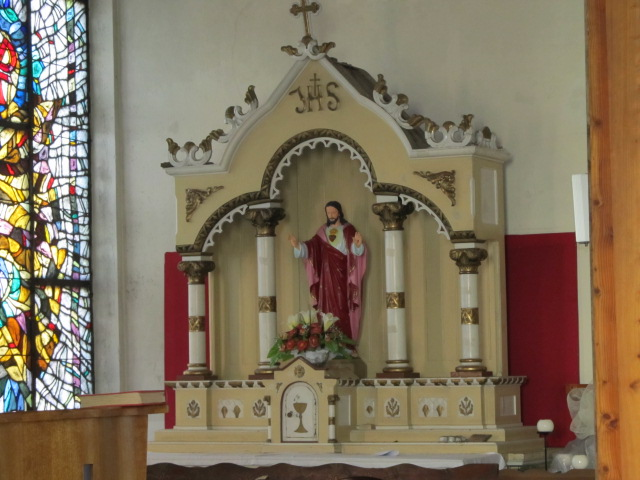
Ołtarz Najświętszego Serca Pana Jezusa w Lini